# 능성세가
능성세가는 대한민국 대구광역시 북구 서변동에 있다.

## 개요
고려말 두문동 72현의 한분인 송은 구홍의 8세손이며, 임진왜란때 전공을 세운 계암 구회신이 무태에 입향한 이래 자손대대로 살면서 중건을 거듭해온 고가이다.